# 尾崎村 (新潟県)
尾崎村（おさきむら）は、かつて新潟県南蒲原郡にあった村。

## 沿革
- 1889年（明治22年）4月1日 - 町村制の施行により、南蒲原郡尾崎村の区域をもって、南蒲原郡尾崎村が発足する。
- 1901年（明治34年）11月1日 - 南蒲原郡大和村、福多村、鬼木村、尾崎村及び五加村が合併して、南蒲原郡福島村が発足する。